# Capuanus (cráter)
Capuanus es un cráter de impacto lunar que se encuentra a lo largo del borde sur del Palus Epidemiarum. El borde exterior está erosionado y presenta hendiduras producidas por impactos de cráteres menores, con muescas en el norte, oeste y sur del brocal. En el piso interior ha resurgido la lava basáltica, conectada con el mar lunar circundante a través de un hueco estrecho, formado en su lado norte. El fondo es particularmente notable por alojar una serie de domos, que se cree que se formaron a través de la actividad volcánica.
El borde alcanza su altitud máxima a lo largo de la cara oeste, donde se combina con otros brocales a lo largo del borde del mare. Al noreste el borde se sumerge, quedando muy cerca de la superficie, y apenas forma un reborde curvado sobre el terreno. El borde sudeste está invadido por un par de cráteres.
Al norte de Capuanus aparece el extremo occidental de la amplia Rima Hesiodus, que se extiende hacia el este-noreste. Al oeste-noroeste se halla el cráter Ramsden, y entre Capuanus y Ramsden se encuentra un sistema de fisuras que se cruzan, denominado Rimae Ramsden.

## Cráteres satélite

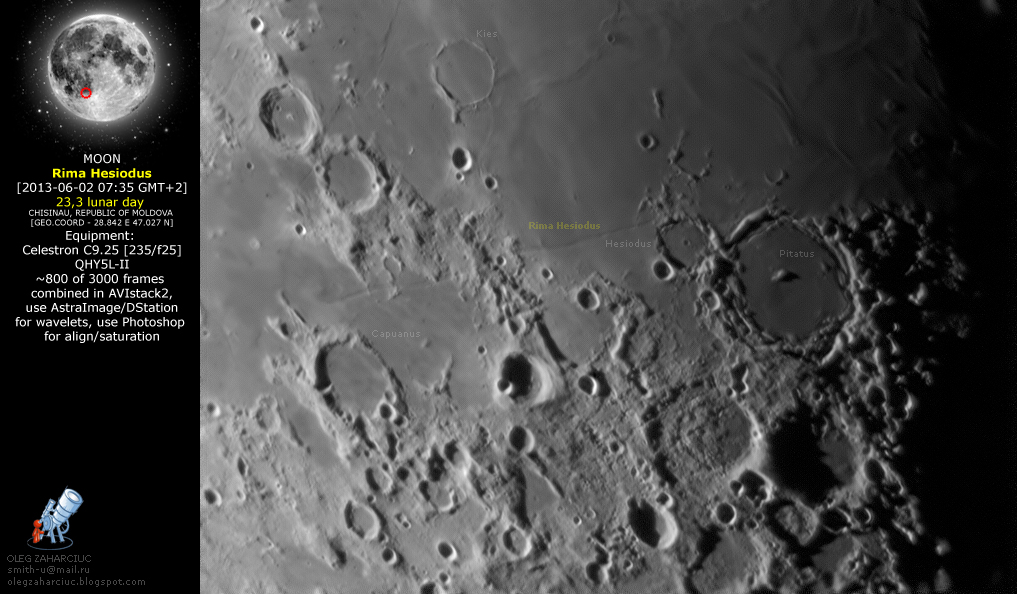
Puntos de referencia del cráter de Capuano (Instantánea de Oleg Zakharchuk)

Por convención estos elementos son identificados en los mapas lunares poniendo la letra en el lado del punto medio del cráter que está más cerca de Capuanus.
|          | \| Capuanus \| Coordenadas \| Diámetro \| \| -------- \| ------------------------------ \| -------- \| \| A \| 34°42′S 25°36′O / -34.7, -25.6 \| 13 km \| \| B \| 34°18′S 27°42′O / -34.3, -27.7 \| 11 km \| \| C \| 34°54′S 25°18′O / -34.9, -25.3 \| 10 km \| \| D \| 36°24′S 26°12′O / -36.4, -26.2 \| 22 km \| \| E \| 37°30′S 27°06′O / -37.5, -27.1 \| 29 km \| \| F \| 36°54′S 26°36′O / -36.9, -26.6 \| 8 km \| \| H \| 39°24′S 27°12′O / -39.4, -27.2 \| 4 km \| \| K \| 37°54′S 26°30′O / -37.9, -26.5 \| 9 km \| \| L \| 38°18′S 26°18′O / -38.3, -26.3 \| 11 km \| \| M \| 37°30′S 25°36′O / -37.5, -25.6 \| 7 km \| \| P \| 35°18′S 28°18′O / -35.3, -28.3 \| 78 km \| |          |
| Capuanus | Coordenadas | Diámetro |
| A        | 34°42′S 25°36′O / -34.7, -25.6 | 13 km    |
| B        | 34°18′S 27°42′O / -34.3, -27.7 | 11 km    |
| C        | 34°54′S 25°18′O / -34.9, -25.3 | 10 km    |
| D        | 36°24′S 26°12′O / -36.4, -26.2 | 22 km    |
| E        | 37°30′S 27°06′O / -37.5, -27.1 | 29 km    |
| F        | 36°54′S 26°36′O / -36.9, -26.6 | 8 km     |
| H        | 39°24′S 27°12′O / -39.4, -27.2 | 4 km     |
| K        | 37°54′S 26°30′O / -37.9, -26.5 | 9 km     |
| L        | 38°18′S 26°18′O / -38.3, -26.3 | 11 km    |
| M        | 37°30′S 25°36′O / -37.5, -25.6 | 7 km     |
| P        | 35°18′S 28°18′O / -35.3, -28.3 | 78 km    |

## Referencias

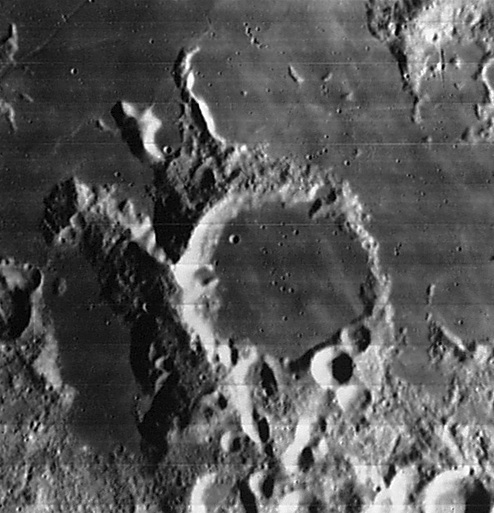
Otra vista de la misión Lunar Orbiter 4